# Ентузијазам
Одушевљење или ентузијазам (грч. ἐνθουσιασμός, од ἐν θουσ - у богу) је појам античке филозофије који је означавао стање човека пуног бога. У неоплатонизму добија мистичко-религиозно значење. У хришћанству означава опседнутост Духом (види: месалијани). У новије време ентузијазам се поистовећује с некритичким одушевљењем за нешто. Ентузијаста је особа која ишчекује непознато, други речима, особа која је непрестано усхићена. Док су опсесивни ентузијасти, особе које нико не разуме.